# Ратни записи (часопис)
Ратни записи су часопис који је излазио током 1914. и 1915. године. Био је намењен темама у вези са Првим светским ратом.

## О часопису
Ратне записе је основао Корнел Хоровиц, који је био и главни уредник истих. Штампала их је штампарија Просвета из Београда. Од 1915. године је поднаслов био Илустровани књижевни лист. Први број Ратних записа излази 14. октобра 1914. године, а последњи 15. јуна 1915. године. Часопис је излазио у две серије, прва серија је имала 25 бројева, док је друга серија имала два броја мање. Продавао се по цени од 0,20 динара.

## Уредници
- Главни уредник од оснивања је био Корнел Хоровиц
- Уредник од 1914. године је био Љубинко Петровић
- Уредник од 1915. године је био Велимир Ј. Рајић[2]

## Тематика
Будући да су Ратни записи били посвећени дешавањима у Првом светском рату, већина чланака из истих извештава о ратним збивањима на домаћем, али и страном фронту. Часопис је прожет фотографијама и извештајима са бојног поља, као и причама самих војника. Од осталих сталних рубрика такође треба споменути и рубрику за ратну поезију коју су писали ратници и родољуби, као и рубрику о ратним анегдотама и пошалицама. У неколико бројева се појављују и наградни конкурси за најбољу ратну фотографију, а на крају сваког броја се налазе поруке уредника читаоцима.

## Периодичност излажења
Часопис је излазио два пута седмично, средом и недељом.

## Галерија
- Са нашег војишта
- Свети гробови
- Ратна поезија
- Број 22, страна 6, 1915. година
- Насловна страна броја 20, 1915. година